# Braniboři v Čechách
Braniboři v Čechách (en txec, Els brandenburguesos a Bohèmia) és una òpera en tres actes composta per Bedřich Smetana sobre un llibret en txec de Karel Sabina. S'estrenà al Teatre Provisional de Praga el 5 de gener de 1866.

## Origen i context
El 1861, Smetana viu a Göteborg. A Praga, un aristòcrata txec, el comte Jan von Harrach, convoca un premi per a una òpera escrita en txec. El comte pertany al Partit Nacional Txec, conegut com els "vells txecs". Al cap d'un temps sorgeix un altre partit per contrarestar el conservadorisme del primer, el Partit Nacional Liberal, o el dels "joves txecs". Així, més o menys des del 1874, hi haurà dos partits nacionalistes txecs. Quan Harrach convoca el premi, s'està aprofitant de la situació de l'apertura del sistema després de les derrotes de Magenta i Solferino, i aquest espera que els músics txecs componguin òperes per la convocatòria que assenyala el despertar de la nació txeca, dins de la fidelitat a la dinastia dels Habsburg.
Harrach i els del Partit Nacional pretenien òperes amb molts càntics i ballets, peces populars poc complicades. Smetana té les seves pròpies idees, més complexes, però decideix retornar al seu país a compondre una òpera i a convertir-se en el director de l'Òpera Nacional. Quan venç el termini, 1862, ningú ha presentat cap òpera, però l'any següent se'n presenten tres, i dues d'elles són de dos compositors que representen dues idees oposades d'entendre l'òpera. Per una banda Jan Nepomuk Mayr i per l'altra Smetana. Mayr proposa un tipus d'òpera sobretot folklorista, una obra senzilla amb moltes cançons populars i danses, semblant a una sarsuela amb temes recollits al camp. Smetana planteja el cant i la dansa popular com a base de la qual partir per aconseguir un tot orgànic en cada títol, amb un estudi de la prosòdia de l'idioma que transcendia el floklore i utilitzant l'exemple wagnerià i aconseguint en definitiva una drama nacional propi.
Aquesta rivalitat entre ambdós compositors va portar cua i va tenir molta transcendència en l'òpera nacional txeca. Smetana es mostrà crític amb la simplicitat del bàndol contrari. Però aquest bàndol, el dels "vells txecs" és molt poderós i aconseguirà fer-li la vida impossible a Smetana. De moment el nomenament per al nou Teatre Provisional recau en Mayr però la convocatòria pel concurs es repeteix pel 1863 i el guanya Smetana amb Els brandenburguesos a Bohèmia, això si, després de la seva estrena amb un èxit delirant.
Malgrat les tàctiques dilatòries de Mayr, aquesta òpera s'estrena al Teatre Provisional el 5 de gener de 1866, any feliç per Smetana però nefast per la monarquia. A Smetana l'anomenen director del Teatre en substitució de Mayr i és l'any de l'estrena de la seva segona òpera La núvia venuda, encara que en males condicions i sense èxit, perquè és l'any de la Guerra Austroprussiana.
La inauguració de l'òpera nacional txeca amb Els brandenburguesos a Bohèmia, amb un tema molt popular en aquells moments: el malament que es porten amb nosaltres els alemanys i com a exemple el mal que ens van fer al segle xiii quan ens van invadir i es va imposar el protectorat d'Otó V de Brandenburg. Era una manera de referir-se dissimuladament a l'actualitat del moment: els alemanys de Viena ens ocupen i ens imposen el seu idioma.
És la primera òpera de Smetana, que va ser composta sota l'impuls d'un acusat nacionalisme. El llibret de Karen Sabina fa referència a un episodi, en part imaginari, en el qual s'enllacen amor i patriotisme. L'acció passa a l'època de la reina Cunegunda d'Eslavònia, per venjar la mort del seu marit Ottokar II de Bohèmia ocorreguda en la batalla amb Rodolf d'Habsburg. L'any de 1278 demana l'ajuda del seu nebot Otó del Marcgraviat de Brandenburg, però l'ajuda es va transformar aviat en invasió, ja que Otó acabava d'aliar-se amb els Habsburg i obté el protectorat de Bohèmia. En aquest marc històric, que permet a Smetana incorporar grans fragments èpics com en la primera part del segon acte, en què assisteix a la revolta dels camperols contra els invasors, es desenvolupa una història segons els cànons melodramàtics. Es tracta de l'amor de Junos i Ludise, dos bohemis, amenaçats per la passió tosca del brandenburguès Tausendmark.
Mai abans s'havia compost una òpera txeca de tanta ambició amb aquestes característiques. Una fusió dels elements propis de l'òpera romàntica italiana i russa, un recitatiu cantabile inspirat en la tradició alemanya i en el cant popular txec, però conservant el tipus d'òpera dividida en números amb àries, duos, conjunts, recitatius acompanyats, etc. Smetana dona especial protagonisme al cor, al poble txec, encara que Smetana encara no dominava l'idioma.
Aviat es va considerar la primera òpera nacional txeca.